# Гиреколь-тепе
Гиреколь-тепе — щитовой вулкан, расположенный в регионе Восточная Анатолия на востоке Турции. Находится севернее озера Ван.
Вулкан начал образовываться в эпоху плейстоцена. Вулканическая активность прекратилась в голоцене. Вулканические почвы состоят из застывшей известково-щёлочной магмы. В историческое время не было зафиксировано какой-либо вулканической деятельности.